# Money (Michael-Jackson-Lied)
Money (englisch für „Geld“) ist ein Song des US-amerikanischen Popsängers Michael Jackson, der am 20. Juni 1995 auf seinem neunten Studioalbum HIStory – Past, Present and Future Book I erschien. Der Song war ursprünglich als vierte Single geplant, Jackson entschied aber letztendlich stattdessen They Don’t Care About Us als diese zu veröffentlichen. Der für die geplante Single bereits vorhandene Remix Money (Fire Island Radio Edit) erschien auf dem Remixalbum Blood on the Dance Floor – HIStory in the Mix.

## Entstehung
Money wurde von Jackson selbst geschrieben und im Studio Hit Factory produziert. Der ursprüngliche Song sollte länger sein, jedoch musste Jackson den Song wegen der begrenzten Kapazität auf der CD kürzen.

## Inhalt
Der Song setzt musikalisch auf eine hypnotisierende Basslinie wie auch Billie Jean und The Knowledge von Janet Jackson, der auch für den Song Tabloid Junkie als Inspiration diente. Diese setzt sich aus drei verschiedenen Basslinien zusammen, die miteinander verbunden wurden. Ähnlich wie bei Songs von Jacksons Album Dangerous, das 1991 erschien, benutzt Money auf rap-ähnliche, gesprochene Verse und einen gesungenen Refrain. Textlich geht es um Geldgier. 

## Besetzung
- Komposition – Michael Jackson
- Produktion – Michael Jackson
- Solo, Background Vocals, Arrangements – Michael Jackson
- Keyboards, Synthesizer – Brad Buxer
- Gitarre – Nile Rodgers
- Tontechniker, Mix – Bruce Swedien